# Western Leone

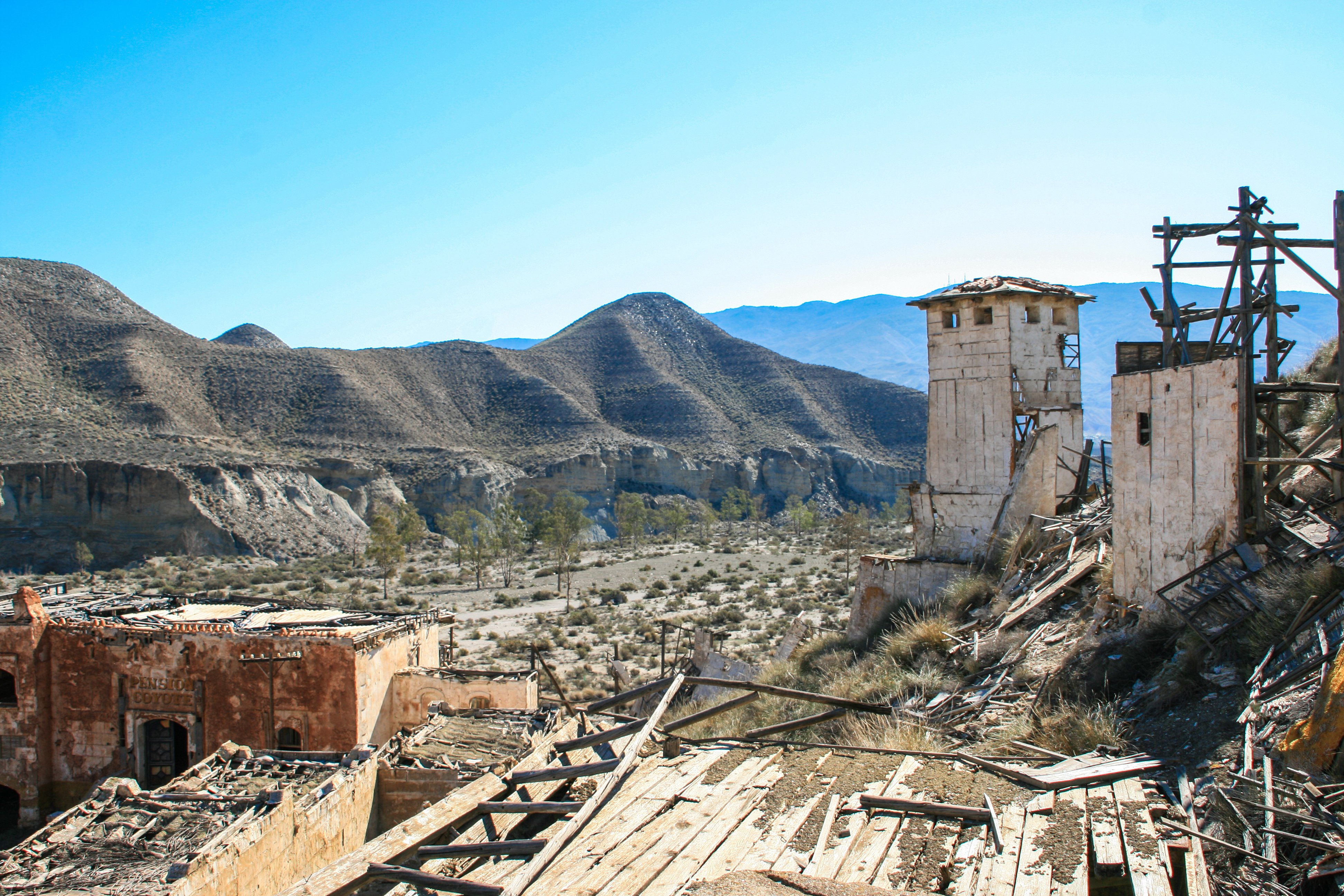
Fortaleza utilizada en El Cóndor.

Western Leone es un parque temático sobre el Viejo Oeste en la provincia de Almería, en Andalucía, España.
Localizado en el kilómetro 378,9 de la autovía A-92, es el más pequeño de tres parques temáticos en el desierto de Tabernas; los otros dos son Oasys y Fort Bravo/Texas Hollywood. Western Leone fue originalmente construido para rodar Hasta que le llegó su hora (1968), de Sergio Leone. La gran casa roja, alrededor de la cual muchas de las escenas de la película se desarrollan, es mantenida como una atracción, junto con otros edificios de un pueblo del Viejo Oeste.
En 1970, una fortaleza fue construida cerca de Western Leone. Esta estructura fue utilizada como set de rodaje para El Cóndor y películas posteriores. La fortaleza fue abandonada en 1986.